# Tau (protein)
Tubulin associated unit (TAU) strukturni je protein koji se nalazi prvenstveno u aksonima neurona središnjeg živčanog sustava. Kodira ga gen microtubule-associated protein tau (MAPT) koji sadrži 16 egzona. Zbog alternativnog prekrajanja moguće je stvoriti šest izoformi tau proteina. Zbog njegove uloge u očuvanju integriteta mikrotubula stanica središnjeg živčanog sustava, poremećaji ovog proteina dovode do neurodegenerativnih bolesti.

## Struktura
Tau protein nema strogo definiranu strukturu te nalikuje denaturiranom, nesklopljenom proteinu. Oblik mu daju samo malobrojne sekundarne strukture: sadrži tri alfa-zavojnice, a ostatak je proteina u slobodnoj formi, što ga čini vrlo fleksibilnim i mobilnim. Osim toga, ovaj je protein i vrlo hidrofilan što je u skladu s njegovim nesklopljenim karakterom. Budući da se u ljudskim stanicama može naći šest izoformi ovog proteina, svaka od njih ima različiti broj aminokiselina i molekularnu masu pa se tako broj aminokiselina izoformi tau proteina kreće između 352 i 441 aminokiseline, dok se masa kreće između 36,7 i 45,9 kDa.

### Domene proteina
Tau proteini sadrže tri domene. Domena na C-kraju veže se za mikrotubule i potiče njihovo sastavljanje. Središnja domena bogata je prolinom te je mjesto interakcije s drugim proteinima poput kinaza. Domena na N-kraju proteina ne veže se za mikrotubule te se udaljava od njih.  

## Posttranslacijske modifikacije
Posttranslacijske modifikacije određuju ponašanje i funkciju tau proteina. Postranslacijske modifikacije tau proteina mogu biti fosforilacija, glikozilacija, ubikvitinacija, acetilacija, metilacija i druge.
Fosforilacija je najviše proučavana posttranslacijska modifikacija. Tau protein može biti fosforiliran na više od 80 aminokiselinskih ostataka, a prvenstveno je fosforiliran u prolin-bogatom području i području vezanja za mikrotubule. Fosforilacija regulira njegovo vezanje na mikrotubule. Fosforilacija tau proteina na specifičnim mjestima (Thr231 i Ser262) obično smanjuje njegov afinitet za mikrotubule. GSK3β, CDK5, PKA i kazein kinaza 1 kinaze su koje fosforiliraju tau, dok je PP2A tau fosfataza. Kinaze i fosfataze održavaju homeostazu fosforilacije tau proteina u zdravom mozgu tako da svaki tau protein u prosjeku sadrži dvije do tri fosfatne skupine.

## Funkcija tau proteina
Ekspresija tau proteina primarna je u neuronima što ukazuje na to da u drugim stanicama postoje mehanizmi za utišavanje njegove ekspresije. U zdravim neuronima nalazi se u području aksona, a u minimalnoj koncentraciji u dendritima. U aksonima vezan je za mikrotubule i čuva njihov integritet.
Tau protein se veže svojom regijom vezanja za mikrotubule za dimere tubulina. Tau protein pridonosi stabilizaciji tubulina na način da svojim vezanjem sprječava njegovu depolimerizaciju, odnosno smanjuje disocijaciju tubulina s krajeva mikrotubula. Ujedno, u  in vitro uvjetima pokazalo se da tau protein inducira formiranje mikrotubula.
Tau protein utječe na genetsku stabilnost stanice čuvanjem stabilnosti genomske DNK, reguliranjem protoka kalcija unutar jezgre i reguliranjem dinamike kromatina.
U početnom segmentu aksona, tau stvara difuzijsku barijeru koja kontrolira aksonski transport proteina i održava funkcionalni integritet tog neuronskog dijela.
Tau utječe na sinaptičku plastičnost i neuronsku aktivnost modulirajući dinamiku vezikula i interakcije receptora na neuronskoj membrani na sinapsama, a čime posljedično utječe na međuneuronsku signalizaciju.

## Uloga u bolestima
U neurodegenerativnim bolestima poznatim kao taupatije, tau protein gubi svoju normalnu funkciju stabilizacije mikrotubula zbog patoloških promjena, osobito hiperfosforilacije. Time postaje sklon agregaciji i stvara neurofibrilarne čvorove. U tom procesu sudjeluju i druge posttranslacijske modifikacije, poput acetilacije i trunkacije. Neurofibrilarni čvorovi predstavljaju ključno obilježje bolesti poput Alzheimerove, Pickove i frontotemporalne demencije.

### Širenje tau patologije
Jedan od ključnih mehanizama progresije tauopatija je prijenos patološkog tau proteina iz stanice u stanicu, najčešće sinaptičkim putem. To uzrokuje karakteristično širenje patologije u mozgu, opisano Braakovim stadijima. U ranim stadijima (I i II) zahvaćen je entorinalni korteks i hipokampus, zatim se (III i IV) širi na limbički sustav i vremenski korteks, a u kasnijim stadijima (V i VI) zahvaća široka područja neokorteksa, uz izražen kognitivni pad.

## Tau u Alzheimerovoj bolesti
U Alzheimerovoj bolesti tau protein postaje hiperfosforiliran, odvaja se od mikrotubula i formira neurofibrilarne čvorove. Zajedno s β-amiloidnim plakovima, oni čine glavne patološke značajke bolesti.
Postoje dvije glavne hipoteze o patogenezi tauopatija:
- Amiloidna hipoteza tvrdi da je nakupljanje β-amiloidnih plakova primarni uzrok, a tau patologija sekundarna.
- Tau hipoteza smatra da je disfunkcija tau proteina ključni pokretač neurodegeneracije, neovisno o amiloidu.[6]

Sve više istraživanja naglašava važnost tau proteina. Nakupljanje tau bolje korelira s kognitivnim padom nego β-amiloid. Topografsko širenje neurofibrilarnih čvorova prati kliničku progresiju bolesti opisanu kroz Braakove stadije. Tau PET snimanja omogućuju praćenje nakupljanja tau proteina u živom mozgu, što se povezuje s težinom simptoma.

## Ostale taupatije
Tau protein sudjeluje u više neurodegenerativnih bolesti, pri čemu se taloži u različitim regijama mozga. U frontotemporalnoj demenciji nakuplja se u frontalnim i temporalnim režnjevima. U progresivnoj supranuklearnoj paralizi u bazalnim ganglijima i moždanom deblu. Dok u kortikobazalnoj degeneraciji unutar korteksa. Ove bolesti povezane su s taloženjem različitih izoformi tau proteina – 3R i 4R, koje nastaju alternativnim spajanjem MAPT gena. Ravnoteža između njih ključna je za normalnu funkciju neurona. Tako je Pickova bolest obilježena dominacijom 3R tau, progresivna supranuklearna paraliza i kortikobazalna degeneracija pretežno 4R tau, dok Alzheimerova bolest sadrži mješavinu obje izoforme.

## Terapijski pristupi
Zbog ključne uloge tau proteina u neurodegenerativnim bolestima, razvijaju se različiti terapijski pristupi poput inhibitora kinaza, imunoterapije, stabilizatora mikrotubula i genske terapije. Ipak, još uvijek ne postoji odobreni lijek koji izravno cilja tau protein.